# هيثم محمود
هيثم فهمي محمود (مواليد 23 سبتمبر 1991) هو مصارع يوناني روماني من مصر يتنافس في وزن 59 كجم. بدأ المصارعة في عام 2000 وفاز بالبطولة الأفريقية عامي 2014 و 2015. في أولمبياد 2016، تم إقصاؤه في المباراة الأولى.